# Шумяцкая, Ольга Юрьевна
Ольга Юрьевна Шумяцкая (23 февраля 1961 — 14 января 2013) — журналист, кинокритик, сценарист, писатель, поэт. Член Союза журналистов России, Киносоюза, Академии кинематографических искусств «Ника».

## Биография
Ольга Шумяцкая родилась 23 февраля 1961 года. В 1989 году окончила факультет журналистики МГУ. Работала корреспондентом «Строительной газеты», заместителем главного редактора газеты «Кинонеделя», редактором отдела кино журнала «Стас», кинообозревателем газет «Московский комсомолец», «Век», «Аргументы и факты», «Московские новости», «Время МН».
Её критические статьи и материалы по истории современного кино опубликованы в газетах «Известия», «Общая газета», «Труд», «Вечерняя Москва», «Московская правда», «Литературная газета», «Российская газета», «Новая газета», интернет-издании «Газета.ру», журналах «Спутник кинозрителя», «Огонек», «Советский экран», «Театр», «Фильм», «Премьер».
Написала около десятка книг. В 2006 году повесть «Сижу на крыше…», напечатанная в журнале «Новая юность», была номинирована на премию «Национальный бестселлер».
Автор сценариев ряда документальных фильмов по истории кино, вышедших в эфир на телеканале «Культура».
В 2003 году в издательстве «Росмэн» вышла первая книга Ольги Шумяцкой «И другие глупости». Затем выходили продолжения истории с теми же героинями: «Комедия дель арте» (2004), «Эль скандаль при посторонних» (2005), «В деле только девушки» (2006), «Где продается славянский шкаф?» (2006).
В 2004 году в издательстве «Центрполиграф» был впервые опубликован роман «Теткины детки».
Вместе с Мариной Друбецкой работала над литературным проектом в жанре альтернативной истории России XX века, начатом романом «Мадам танцует босая». Затем вышли «Девочка на шаре», «Ида Верде, которой нет», «Он летает под аплодисменты».
Умерла в ночь на 14 января 2013 года после продолжительной болезни. Похоронена в Москве на Донском кладбище.
В 2019 году вышла книга стихов Ольги Шумяцкой «Я завтра буду далеко».

### Семья
Муж — журналист, кинокритик Александр Колбовский.